# آدم سافاج
آدم سافاج (بالإنجليزية: Adam Savage) (ولد في نيويورك 1967م) هو ممثل، مذيع، ومنتج أفلام، ومهندس، وفنان، وصحفي، من الولايات المتحدة الأمريكية. ولد في مدينة نيويورك. عمل في مجال المؤثرات الخاصة لفترة طويلة واشتهر بتقديم برنامج مدمرو الخرافات على قناة ديسكفري.
تخرج من مدرسة سليبي هولو الثانوية في عام 1985  جده كوشمان هاجنسن كان جراحا رائدا في جراحة سرطان الثدي. كان والده، ويتني لي سافاج ( 1998-1928) رساما ومخرج معروف بعمله في شارع سمسم، ولديه معرض دائم في متحف أفامباتو ديسكوفيري. وكان ويتني لي معروف أيضا وتوجيه الفيلم القصير تحت الأرض عام 1968، ميكي ماوس في فيتنام. والدته هي معالجة نفسية، وكان ثاني أصغر 6 أطفال، مع 4 أطفال أكبر سنا  لديه اثنين من الاخوة الأكبر سنا، شقيقتين كبار السن وشقيقة أصغر. شقيقته كيت سافاج هي أيضا فنانة.

## روابط خارجية
- آدم سافاج على موقع IMDb (الإنجليزية)
- آدم سافاج على موقع ألو سيني (الفرنسية)
- آدم سافاج على موقع تيرنر كلاسيك موفيز (الإنجليزية)
- آدم سافاج على موقع أول موفي (الإنجليزية)
- آدم سافاج على موقع إن إن دي بي (الإنجليزية)
- آدم سافاج على موقع قاعدة بيانات الفيلم (الإنجليزية)
- آدم سافاج على موقع كينوبويسك (الروسية)